# André Holland
André Holland (Bessemer, 28 de dezembro de 1979) é um ator americano. Ele venceu o Satellite Award de melhor elenco por The Knick em 2014.

## Filmografia

### Cinema
| Ano  | Título                          | Papel             | Notas          |
| ---- | ------------------------------- | ----------------- | -------------- |
| 2008 | Sugar                           | Brad Johnson      |                |
| 2008 | Miracle at St. Anna             | Private Needles   |                |
| 2008 | Last Call                       | Pete              |                |
| 2009 | Bride Wars                      | DJ Jazzles        |                |
| 2009 | Us: A Love Story                | Vítima de Carjack | Curta-metragem |
| 2011 | Small, Beautifully Moving Parts | Leon              |                |
| 2012 | Nobody's Nobody's               | Jason             | Curta-metragem |
| 2013 | 42                              | Wendell Smith     |                |
| 2014 | Black or White                  | Reggie Davis      |                |
| 2014 | Selma                           | Andrew Young      |                |
| 2016 | Moonlight                       | Kevin             |                |
| 2018 | A Wrinkle in Time               | Diretor Jenkins   |                |
| 2019 | High Flying Bird                | Ray Burke         |                |
| 2019 | Battle at Big Rock              | Dennis            | Curta-metragem |
| 2022 | Bones & All                     |                   |                |

### Televisão
| Ano       | Título                         | Papel                    | Notas                               |
| --------- | ------------------------------ | ------------------------ | ----------------------------------- |
| 2006      | Law & Order                    | David Sachs              | Episódio: "Public Service Homicide" |
| 2007      | The Black Donnellys            | Frank Thomas             | Episódio: "Wasn't That Enough?"     |
| 2007      | The News                       | DeShawn Burkett          | Filme de TV                         |
| 2009      | Lost & Found                   | Gayle Dixon              | Filme de TV                         |
| 2010      | The Rockford Files             | Angel Martin             | Filme de TV                         |
| 2010      | Damages                        | Gerente bancário         | Episódio: "You Haven't Replaced Me" |
| 2011      | Friends with Benefits          | Julian "Fitz" Fitzgerald | 13 episódios                        |
| 2011      | Burn Notice                    | Dion Carver              | Episódio: "Breaking Point"          |
| 2012-2013 | 1600 Penn                      | Marshall Malloy          | 13 episódios                        |
| 2014-2015 | The Knick                      | Dr. Algernon Edwards     | 20 episódios                        |
| 2016      | American Horror Story: Roanoke | Matt Miller              | 10 episódios                        |
| 2018      | Castle Rock                    | Henry Deaver             | 10 episódios                        |
| 2020      | The Eddy                       | Elliot Udo               | 8 episódios                         |